# Dohodnina
Dohodnina je davek od dohodkov fizičnih oseb. V Sloveniji jo ureja Zakon o dohodnini (kratica: ZDoh-2). Je prihodek državnega proračuna in občin (kar posebej ureja Zakon o financiranju občin (ZFO-1).